# Mickey Brown
Mickey Brown, all'anagrafe Michael Anthony Brown (Birmingham, 8 febbraio 1968) è un ex calciatore inglese, di ruolo centrocampista.

## Carriera
Dopo aver giocato per una stagione nelle giovanili dello Shrewsbury Town nel 1986, all'età di 18 anni, fa il suo esordio in prima squadra (e di fatto contestualmente tra i professionisti), nella seconda divisione inglese; gioca in tale categoria per tre stagioni consecutive, fino alla retrocessione in terza divisione maturata al termine della stagione 1988-1989. Dal 1989 al 1991 gioca quindi con lo Shrewsbury Town in terza divisione, per poi passare al Bolton, con cui nella medesima categoria segna 3 reti in 33 presenze nella stagione 1991-1992; nell'estate del 1992 fa ritorno dopo un solo anno di lontananza allo Shrewsbury Town, nel frattempo retrocesso in quarta divisione: Brown gioca per due stagioni consecutive in tale categoria, totalizzandovi 67 presenze ed 11 reti, fornendo quindi un contributo significativo alla vittoria della Third Division 1993-1994, grazie alla quale gli Shrews ritornano dopo due anni in terza divisione.
Nell'estate del 1994 Brown viene nuovamente ceduto, questa volta al Preston N.E., nuovamente in quarta divisione: con i Lilywhites nella stagione 1994-1995 perde la finale play-off per la promozione in terza divisione (peraltro si tratta della seconda finale consecutiva persa dal club), mentre nella stagione 1995-1996 contribuisce con 10 presenze alla vittoria del campionato, trascorrendo però la seconda parte della stagione in prestito al Rochdale, con cui gioca 5 partite in quarta divisione. Nella stagione 1996-1997 fa per la terza volta ritorno allo Shrewsbury Town, prima in prestito e successivamente a titolo definitivo: la sua prima stagione si chiude con una retrocessione dalla terza alla quarta divisione, categoria nella quale gioca poi per quattro stagioni consecutive, grazie alle quali arriva ad un totale di 418 presenze fra tutte le competizioni ufficiali con la maglia dello Shrewsbury Town, spalmate su dodici stagioni, che fanno di lui il recordman di presenze nella storia del club. La stagione 2000-2001 è peraltro la sua ultima in carriera nei campionati della Football League, nei quali ha totalizzato complessivamente 472 presenze e 40 reti.
Continua comunque la carriera da calciatore per ulteriori otto stagioni: in particolare, nelle stagioni 2001-2002 e 2002-2003 gioca in Football Conference (quinta divisione e più alto livello calcistico inglese al di fuori della Football League) rispettivamente con le maglie di Boston Utd (con cui vince anche il campionato) e Chester City. Dopo una stagione nei semiprofessionisti del Nuneaton Borough, tra il 2004 ed il 2007 segna 5 reti in 35 presenze nella prima divisione gallese con il Newtown; si ritira infine al termine della stagione 2008-2009, all'età di 41 anni e dopo 23 anni di carriera, dopo un biennio trascorso in West Midlands (Regional) League (undicesima divisione inglese) con i dilettanti dello Shawbury United.

## Palmarès

### Club

#### Competizioni nazionali
- Campionato inglese di quarta divisione: 1

Shrewsbury Town: 1993-1994
- Conference League: 1

Boston United: 2001-2002